# Língua kosreana

As Ilhas da Micronésias com suas respectivas línguas, em vermelho a língua da Região de Chuuk, em rosa a língua da Região de Pohnpei e em verde a Língua da Região de Kosrae

Kosraean, também chamada  Kusaiean, é a língua falada nas ilhas Kosrae (Kusaie), Ilhas Carolinas e Nauru.  Em 2001 eram cerca de 8 mil falantes. 
Há em Kosreano classes de possessivas curiosas, tais como  "sihk" (meu, minha) para se referir a algo da habitação e  "nihmuhk" (também meu, minha) para se referir a bebidas.

## História
Kosrae é uma nação que foi colonizada desde pelo menos o século XVII. A ilha estava sob soberania nominal espanhola desde 1668, mas não foi efetivamente ocupada até 1885. Os espanhóis converteram o povo ao cristianismo e controlaram a ilha até 1898, quando os espanhóis a perderam a Guerra Hispano-Americana para os Estados Unidos. A Espanha vendeu as ilhas Carolinas (onde fica Kosrae) para a Alemanha por 25 milhões de pesetas. Assim, ficou sob controle alemão, até serem derrotados na Primeira Guerra Mundial, quando a ilha caiu sob o controle do Império do Japão. Essa colonização por muitos países resultou em que muitos do povo de Kosovo sendo bilíngues, já que alguns deles ainda são capazes de falar japonês. Após o término da Segunda Guerra Mundial, a administração da ilha passou para os Estados Unidos até 1986, quando se tornaram independentes.

## População
De acordo com Ethnologue, existem cerca de 8 mil falantes na Micronésia e uma população total em todos os países de 9.060 . As pessoas são reconhecidas pelo governo, pois o idioma kosraiano é o idioma oficial do país.

## Classificação
Kosraean é classificado como austronésio, malaio-polinésio, centro-oriental da Malásia-polinésia, oriental da Malásia-polinésia, oceânico, oceânico do centro-oriental, oceânico remoto, micronesiano, micronesiano próprio, kusaieano

## Fonologia

### Consoantes
|             | Labial | Labial | Dental | Dental | Dental | Pós-alveolar | Pós-alveolar | Pós-alveolar | Velar | Velar | Velar |
| nor.        | vel.   | nor.   | vel.   | arr.   | nor.   | vel.         | rnd.         | nor.         | vel.  | arr.  |       |
| ----------- | ------ | ------ | ------ | ------ | ------ | ------------ | ------------ | ------------ | ----- | ----- | ----- |
| Oclusiva    | p      | pˠ     | t      | tˠ     | tʷ     |              |              |              | k     | kˠ    | kʷ    |
| Fricativa   | f      | fˠ     | s      | sˠ     | sʷ     | ʂ            | ʂˠ           | ʂʷ           |       |       |       |
| Nasal       | m      | mˠ     | n      | nˠ     | nʷ     |              |              |              | ŋ     | ŋˠ    | ŋʷ    |
| Aproximante | w      | wˠ     | l      | lˠ     | lʷ     | j            | jˠ           | jʷ           |       |       |       |
| Vibrante    |        |        |        |        |        | ɽ            | ɽˠ           | ɽʷ           |       |       |       |

### Vogais
|             | Anterior | Central | Posterior |
| ----------- | -------- | ------- | --------- |
| Fechada     | i iː     | ɨ ɨː    | u uː      |
| Medial      | e eː     | ə əː    | o oː      |
| Meio aberta | ɛ ɛː     | ʌ ʌː    | ɔ ɔː      |
| Aberta      | æː       | aː      | ɒ͡ɑ        |

Um som semi-arredondado e de vogal dupla posterior é escrito fonemicamente como  / oa / e pronunciado foneticamente como  [ɒ͡ɑ]. Ao ocorrer em uma posição mais extensa, o  [ɑ] é alongado como  [ɒɑː].

### Mudanças fonológicas
| Proto Oceânica   | *mp | *mp,ŋp | *p  | *m | *m,ŋm | *k | *ŋk   | *ŋ | *y | *w | *t    |    | *s,nj | *ns,j | *j | *nt,nd | *d,R  | *l | *n | *ɲ |
| Proto-Micronésia | *p  | *pʷ    | *f  | *m | *mʷ   | *k | *x    | *ŋ | *y | *w | *t    | *T | *s    | *S    | *Z | *c     | *r    | *l | *n | *ɲ |
| Kosraeano        | *p  | *f     | *∅1 | *m | *w,m2 | *k | *k,∅3 | *ŋ | *∅ | *∅ | *t,s4 | *s | *t,s5 | *∅    | *s | *sr    | *l,r3 | *l | *n | *∅ |

1 Ver Jackson 1983:329-330 para exceções aparentes.

2 No fim de palavra

3 Antes de /u/, com raras exceções.

4 Antes de /e/ ou /i/.

5 Em palavras de origem estrangeira.

## Gramática

### Ordem das palavras
A ordem das palavras principais em kosraiano é SVO (Suijeito Verbo Objeto), mas às vezes pode mudar com os diferentes tipos de frases ditas. Lee (1975)  apresentou uma frase em Kosreaeno que dizia "mwet ah tuh ahsack ik ah", que significa 'as pessoas pegaram o peixe ("mwet" significa pessoas,"ahsack" significa "pegar" e " ik "significa" peixe) . Para sentenças interrogativas, usadas ao fazer perguntas, a ordem das palavras permanece relativamente a mesma, mas também pode mudar. Lee (1975) escreve uma pergunta no kosraiano "Kuh kom mas?", Que significa "Você está doente?" Mas quando a frase inclui uma palavra interrogativa como a palavra "fuhkah", que significa "como", então a estrutura pode mudar. Por exemplo, “kuh kom mas” significa “você está bem”, mas quando você inclui a palavra “fuhkah” no final da frase, “Kuh kom fuhka”, significa “como você está?”. Portanto, existem duas maneiras de interpretar uma sentença interrogativa em kosraiano, mas a maioria das sentenças está no formato SVO.:24

### Reduplicação
A reduplicação é uma das principais características do kosraiano. Lee (1975) afirma que existem dois tipos de reduplicação:  reduplicação completa , quando uma palavra inteira é repetida, e  reduplicação parcial , quando apenas parte da palavra é repetida. A reduplicação em kosraeano usa dois morfemas distintos: um prefixo e um sufixo.
A reduplicação se manifesta de maneira diferente, dependendo da estrutura consoante e vogal da palavra. Por exemplo: a reduplicação completa do CV: C A palavra "fato"  (gordura)  resulta em "gordo", traduzindo para "muito gordo". Isso também pode ser visto na palavra "lahs"  (coral) , que se torna "lahs-lahs", que significa "muitos corais".
A reduplicação completa das palavras V C é diferente. Lee (1975) afirma que “quando palavras monossilábicas da forma V: C sofrem reduplicação completa, a semivogal y aparece antes da segunda sílaba em algumas palavras”. A palavra "af"  (chuva)  é reduplicada para "af-yaf", que se traduz em "chuvoso". A reduplicação completa geralmente indica um aumento na quantidade ou significância sobre a forma base da palavra.
Quanto à reduplicação parcial, Lee (1975) afirma que “quando uma palavra monossilábica sofre reduplicação parcial, a primeira consoante e a vogal são repetidas”. Por exemplo, a forma parcialmente reduplicada de "fosr" (fumaça) é "fo-fosr", que significa "emitir fumaça". Palavras com várias sílabas são um pouco mais complexas. A fílula de duas sílabas se torna "ful-fu-le".

### Verbos
Lee (1975) afirma que os verbos em kosreanos são estruturalmente simples, complexos ou compostos. Os verbos simples consistem em um único morfema livre, os verbos complexos consistem em um morfema livre combinado com um ou mais morfemas ligados e os verbos compostos são uma combinação de mais de um morfema livre que pode ou não ser combinado com morfemas ligados. Segundo Lee (1975), "os verbos em podem ser classificados em verbos transitivos e intransitivos". Lee (1975) afirma que uma maneira de saber se um verbo é transitivo ou intransitivo é combiná-lo com o sufixo passivo - yuhk. Lee (1975) determinou que "o sufixo passivo pode ser usado com verbos transitivos, mas não com verbos intransitivos".

### Adjetivos
Segundo Lee (1975), os adjetivos em kosreano têm dois usos principais. Lee (1975) diz que o primeiro uso principal é "modificar substantivos em termos do tipo, estado, condição ou qualidade". O segundo uso principal é semelhante ao dos verbos intransitivos, e o adjetivo serve para uma "função semelhante a predicado" (Lee, 1975). Lee (1975) também afirma que "não é fácil fazer a distinção entre adjetivos e verbos intransitivos".

### Determinantes
Lee (1975) descobriu que, estruturalmente, existem dois tipos de determinantes em kosraeano, referidos como "simples" e "composto". Determinantes simples em kosraeano incluem "ah" que significa "o", "uh" que significa "isto" ou "estes", "um" significado "que" ou "aqueles" e "oh" que significa "aquilo" ou "aqueles ali" "(Lee 1975). De acordo com Lee (1975), os determinantes compostos podem ser divididos em duas categorias separadas. A primeira categoria é "composta pelo número  se  'um' e pelos determinantes simples (Lee, 1975). A segunda categoria é" composta pelo morfema  ng , cujo significado não é claro, e os determinantes simples "(Lee 1975).

## Vocabuário
Indígena:
"Fosr" = fumaça
"Pysre" = roubar
"In-sifac" = cabeça
"Infohk" = terra
"Tuhram" = pássaro
Devido ao contato do idioma com outros idiomas e culturas por meio da colonização, existem muitas palavras emprestadas no léxico, especialmente do inglês e do japonês. Essas palavras emprestadas foram alteradas para se ajustarem à fonologia de Kosraean. Alguns exemplos incluem:
- kacluhn.  N. gallon [Ingl.]
- kacm.  N. camp [Ingl.]
- nappa . N. repolho [Jpn.]
- paka . ADJ. fora de ordem, ausente, degradado [Jpn.]

## Escrita
O Kosraeano usa o alfabeto latino como seu sistema de escrita, pois não havia sido documentado na forma escrita antes do dicionário de Lee na década de 1970. No geral, o sistema de vogais kosraeano inclui muito mais vogais do que as representadas pelo sistema básico de escrita latina, e isso significa que a ortografia das palavras pode ser complicada e não refletir com precisão a fonologia da língua. Em seu dicionário Kosraeano-Inglês de 1976, Lee incluiu um guia de pronúncia para explicar as discrepâncias entre o uso de letras para certos sons em inglês e em kosraiano.
. A cextensão da vogal não está marcada na ortografia.

## Vitalidade
Não há muitos materiais ou recursos na língua kosraiana, mas existem alguns livros e fontes nas quais as pessoas on podem pesquisar -line. Existem alguns vídeos do YouTube sobre o povo e a língua do Kosreanaovo, e alguns cantando no idioma. Lee Ki Dong escreveu a Gramática de Referência Kosraeana e o Dicionário Kosraeano-Inglês. Elizabeth Baldwin traduziu a Bíblia para Kusaie em 1928, e a Sociedade Bíblica Americana a imprimiu em 1953.
A transmissão intergeracional é essencial para a sobrevivência de um idioma, pois ele precisa que as gerações mais novas passem o idioma para a próxima geração e assim por diante. O Kosraean é usado como o idioma principal na ilha, com o inglês sendo o segundo idioma oficial e geralmente usado apenas como um Lingua Franca ou em contextos oficiais de negócios.

### Mudanças fonológicas
| Proto Oceânica   | *mp | *mp,ŋp | *p  | *m | *m,ŋm | *k | *ŋk   | *ŋ | *y | *w | *t    |    | *s,nj | *ns,j | *j | *nt,nd | *d,R  | *l | *n | *ɲ |
| Proto-Micronésia | *p  | *pʷ    | *f  | *m | *mʷ   | *k | *x    | *ŋ | *y | *w | *t    | *T | *s    | *S    | *Z | *c     | *r    | *l | *n | *ɲ |
| Kosraeano        | *p  | *f     | *∅1 | *m | *w,m2 | *k | *k,∅3 | *ŋ | *∅ | *∅ | *t,s4 | *s | *t,s5 | *∅    | *s | *sr    | *l,r3 | *l | *n | *∅ |

1 Ver Jackson 1983:329-330 para exceções aparentes.

2 No fim de palavra

3 Antes de /u/, com raras exceções.

4 Antes de /e/ ou /i/.

5 Em palavras de origem estrangeira.

## Gramática

### Ordem das palavras
A ordem das palavras principais em kosraiano é SVO (Suijeito Verbo Objeto), mas às vezes pode mudar com os diferentes tipos de frases ditas. Lee (1975)  apresentou uma frase em Kosreaeno que dizia "mwet ah tuh ahsack ik ah", que significa 'as pessoas pegaram o peixe ("mwet" significa pessoas,"ahsack" significa "pegar" e " ik "significa" peixe) . Para sentenças interrogativas, usadas ao fazer perguntas, a ordem das palavras permanece relativamente a mesma, mas também pode mudar. Lee (1975) escreve uma pergunta no kosraiano "Kuh kom mas?", Que significa "Você está doente?" Mas quando a frase inclui uma palavra interrogativa como a palavra "fuhkah", que significa "como", então a estrutura pode mudar. Por exemplo, “kuh kom mas” significa “você está bem”, mas quando você inclui a palavra “fuhkah” no final da frase, “Kuh kom fuhka”, significa “como você está?”. Portanto, existem duas maneiras de interpretar uma sentença interrogativa em kosraiano, mas a maioria das sentenças está no formato SVO.:24

### Reduplicação
A reduplicação é uma das principais características do kosraiano. Lee (1975) afirma que existem dois tipos de reduplicação:  reduplicação completa , quando uma palavra inteira é repetida, e  reduplicação parcial , quando apenas parte da palavra é repetida. A reduplicação em kosraeano usa dois morfemas distintos: um prefixo e um sufixo.
A reduplicação se manifesta de maneira diferente, dependendo da estrutura consoante e vogal da palavra. Por exemplo: a reduplicação completa do CV: C A palavra "fato"  (gordura)  resulta em "gordo", traduzindo para "muito gordo". Isso também pode ser visto na palavra "lahs"  (coral) , que se torna "lahs-lahs", que significa "muitos corais".
A reduplicação completa das palavras V C é diferente. Lee (1975) afirma que “quando palavras monossilábicas da forma V: C sofrem reduplicação completa, a semivogal y aparece antes da segunda sílaba em algumas palavras”. A palavra "af"  (chuva)  é reduplicada para "af-yaf", que se traduz em "chuvoso". A reduplicação completa geralmente indica um aumento na quantidade ou significância sobre a forma base da palavra.
Quanto à reduplicação parcial, Lee (1975) afirma que “quando uma palavra monossilábica sofre reduplicação parcial, a primeira consoante e a vogal são repetidas”. Por exemplo, a forma parcialmente reduplicada de "fosr" (fumaça) é "fo-fosr", que significa "emitir fumaça". Palavras com várias sílabas são um pouco mais complexas. A fílula de duas sílabas se torna "ful-fu-le".

### Verbos
Lee (1975) afirma que os verbos em kosreanos são estruturalmente simples, complexos ou compostos. Os verbos simples consistem em um único morfema livre, os verbos complexos consistem em um morfema livre combinado com um ou mais morfemas ligados e os verbos compostos são uma combinação de mais de um morfema livre que pode ou não ser combinado com morfemas ligados. Segundo Lee (1975), "os verbos em podem ser classificados em verbos transitivos e intransitivos". Lee (1975) afirma que uma maneira de saber se um verbo é transitivo ou intransitivo é combiná-lo com o sufixo passivo - yuhk. Lee (1975) determinou que "o sufixo passivo pode ser usado com verbos transitivos, mas não com verbos intransitivos".

### Adjetivos
Segundo Lee (1975), os adjetivos em kosreano têm dois usos principais. Lee (1975) diz que o primeiro uso principal é "modificar substantivos em termos do tipo, estado, condição ou qualidade". O segundo uso principal é semelhante ao dos verbos intransitivos, e o adjetivo serve para uma "função semelhante a predicado" (Lee, 1975). Lee (1975) também afirma que "não é fácil fazer a distinção entre adjetivos e verbos intransitivos".

### Determinantes
Lee (1975) descobriu que, estruturalmente, existem dois tipos de determinantes em kosraeano, referidos como "simples" e "composto". Determinantes simples em kosraeano incluem "ah" que significa "o", "uh" que significa "isto" ou "estes", "um" significado "que" ou "aqueles" e "oh" que significa "aquilo" ou "aqueles ali" "(Lee 1975). De acordo com Lee (1975), os determinantes compostos podem ser divididos em duas categorias separadas. A primeira categoria é "composta pelo número  se  'um' e pelos determinantes simples (Lee, 1975). A segunda categoria é" composta pelo morfema  ng , cujo significado não é claro, e os determinantes simples "(Lee 1975).

## Vocabuário
Indígena:
"Fosr" = fumaça
"Pysre" = roubar
"In-sifac" = cabeça
"Infohk" = terra
"Tuhram" = pássaro
Devido ao contato do idioma com outros idiomas e culturas por meio da colonização, existem muitas palavras emprestadas no léxico, especialmente do inglês e do japonês. Essas palavras emprestadas foram alteradas para se ajustarem à fonologia de Kosraean. Alguns exemplos incluem:
- kacluhn.  N. gallon [Ingl.]
- kacm.  N. camp [Ingl.]
- nappa . N. repolho [Jpn.]
- paka . ADJ. fora de ordem, ausente, degradado [Jpn.]

## Escrita
O Kosraeano usa o alfabeto latino como seu sistema de escrita, pois não havia sido documentado na forma escrita antes do dicionário de Lee na década de 1970. No geral, o sistema de vogais kosraeano inclui muito mais vogais do que as representadas pelo sistema básico de escrita latina, e isso significa que a ortografia das palavras pode ser complicada e não refletir com precisão a fonologia da língua. Em seu dicionário Kosraeano-Inglês de 1976, Lee incluiu um guia de pronúncia para explicar as discrepâncias entre o uso de letras para certos sons em inglês e em kosraiano.
. A cextensão da vogal não está marcada na ortografia.

## Vitalidade
Não há muitos materiais ou recursos na língua kosraiana, mas existem alguns livros e fontes nas quais as pessoas on podem pesquisar -line. Existem alguns vídeos do YouTube sobre o povo e a língua do Kosreanaovo, e alguns cantando no idioma. Lee Ki Dong escreveu a Gramática de Referência Kosraeana e o Dicionário Kosraeano-Inglês. Elizabeth Baldwin traduziu a Bíblia para Kusaie em 1928, e a Sociedade Bíblica Americana a imprimiu em 1953.
A transmissão intergeracional é essencial para a sobrevivência de um idioma, pois ele precisa que as gerações mais novas passem o idioma para a próxima geração e assim por diante. O Kosraean é usado como o idioma principal na ilha, com o inglês sendo o segundo idioma oficial e geralmente usado apenas como um Lingua Franca ou em contextos oficiais de negócios.

## Amostra de texto
Tuh God El lungse faclu ouinge: El ase Wen sefanna natul, tuh elos nukewa su lulalfongi in el fah tia misa, a elos fah eis moul ma pahtpat 
Português
Pois Deus amou o mundo de tal maneira que deu o seu Filho unigênito, para que todo aquele que nele crê não pereça, mas tenha a vida eterna. 